# Tachiramantis douglasi
Espèce
Synonymes
- Eleutherodactylus douglasi Lynch, 1996
- Pristimantis douglasi (Lynch, 1996)

Statut de conservation UICN

 VU B1ab(iii) : Vulnérable
Tachiramantis douglasi est une espèce d'amphibiens de la famille des Craugastoridae.

## Répartition
Cette espèce est endémique de la cordillère Orientale en Colombie. Elle se rencontre dans les départements de Santander et de Norte de Santander entre 1 800 et 2 550 m d'altitude.
Sa présence est incertaine au Venezuela.

## Étymologie
Cette espèce est nommée en référence à Douglas Stewart Lynch, le fils de John Douglas Lynch.

## Publication originale
- Lynch, 1996 : New frog (Eleutherodactylus: Leptodactylidae) from the Andes of eastern Colombia, part of a remarkable pattern of distribution. Copeia, vol. 1996, no 1, p. 103-108.